# Marc Scott Zicree
Marc Scott Zicree (Santa Mónica, 25 de agosto de 1955) es un escritor, guionista y productor estadounidense conocido principalmente por su trabajo en series de ciencia ficción como Space Command (2020)y por su libro The Twilight Zone Companion, una de las referencias más completas sobre la serie The Twilight Zone (1959 - 1964).  Es el autor, en colaboración con otros tres escritores, de una serie de novelas llamada Magic Time, cuya adaptación a cine o televisión está intentando conseguir. También ha colaborado en Star Trek: New Voyages, por cuyo episodio World Enough and Time estuvo nominado al premio Hugo en 2008.

## Biografía
Zicree nació en Estados Unidos y se interesó desde joven en la ciencia ficción y la escritura. Se graduó en la Universidad de California, Los Ángeles (UCLA), donde estudió cine y escritura de guiones. 

## Libros

### No-ficción
- The Twilight Zone Companion
- Greenlighting Yourself Living Your Hollywood Dream[5]

### Novelas
- Magic Time (con Barbara Hambly)
- Magic Time: Angelfire (con Maya Bohnhoff)
- Magic Time: Ghostlands (con Robert Charles Wilson)

## Televisión
- Animorphs
- Babylon 5
- Beyond Reality (Story Editor)
- Blackstar
- Brigada Espacial
- Capitán Power y los Soldados del Futuro
- Centuriones
- La Cosa del Pantano
- Los Diminutos
- Galaxy High School
- He-Man y los Masters del Universo
- El Increíble Hulk (1982)
- The Lazarus Man (co-producer)
- Liberty's Kids
- M.A.N.T.I.S.
- Mighty Orbots
- Misterio para tres (story consultant)
- La Momia: La Serie Animada
- La Pandilla Feliz
- Phantom 2040
- Los Pitufos
- Salto al infinito (producer)
- El Señor de las Tinieblas
- Star Trek: The Next Generation
- Star Trek: Deep Space Nine
- Star Trek: New Voyages
- Súper Amigos
- TekWar
- The New Twilight Zone
- Los Verdaderos Cazafantasmas